# Initial Gaia Source List
Die Initial Gaia Source List (IGSL) ist ein Sternenkatalog von 1,2 Milliarden Objekten zur Unterstützung der Gaia-Mission.

## Zweck
Die Gaia-Mission soll letztlich einen vollständig auf eigenen Daten beruhenden Katalog liefern. Für den ersten Katalog Gaia DR1 wurde jedoch eine Möglichkeit benötigt, um die Beobachtungen einem Objekt zuordnen zu können und mit den Objekten aus anderen Sternenkatalogen abzugleichen. Zu diesem Zweck wurde ein eigener Katalog von Objekten aus mehreren anderen Katalogen zusammengestellt, der ungefähr den Kenntnisstand der Astronomie zu Beginn der Gaia-Mission repräsentiert.
Die Einträge wurden am lichtschwächeren Ende begrenzt auf eine Magnitude heller als G = 21, jedoch sind der Gaia Ecliptic Pole Catalogue und Large Quasar Reference Frame vom Magnitudenlimit ausgenommen.
IGSL bildete die Grundlage für den Sternkatalog Gaia DR1. Seit Veröffentlichung des zweiten Datenkatalogs Gaia DR2 ist die IGSL zum größten Teil für die Datenverarbeitung mit DPAC obsolet geworden, DPAC verwendet nun den Main Data Base Catalogue (MDB), der auf den Daten von Gaia beruht. Der kleine SPSS-Katalog wird jedoch seine Bedeutung für die Kalibrierung der Photometrie behalten.

## Attitude Star Catalog
Eine Untermenge der IGSL-Objekte besteht im Attitude Star Catalog. Dieser Katalog wurde für die erste Annäherung bei der iterativen Auswertung der Gaiadaten benötigt. Pro Quadratgrad sollten 75 solcher Sterne als vorläufige Leitsterne bestehen. Eine erste Version wurde 2013 erstellt, eine verfeinerte Version im April 2014. Voraussetzung für die Aufnahme als Attitude Star war:
1. G-Band-Magnitude im Bereich 7,0 < G < 13,4
2. Bekannte Positionen mit einer Genauigkeit von besser als 200 mas.
3. Es durften keine anderen hellen Objekte im Bereich 40” vorhanden sein
4. Das Objekt durfte nicht im Washington Double Star Catalog verzeichnet sein

Es gibt einige Regionen im Bereich der Pole, in denen sich weniger als 75 solcher Sterne befinden. In Regionen mit hoher Sterndichte wären teilweise mehr als 1000 Sterne infrage gekommen; in diesen Fällen wurde die Magnitudengrenze zugunsten hellerer Objekte angehoben. Insgesamt umfasst der Attitude Star Catalog 8.173.331 Einträge mit Angaben zur Position, Eigenbewegung und Magnitude. Alle übrigen Objekte werden dann im Sky partitioner task jeweils einem in der Nähe befindlichen Leitstern zugeordnet und in MatchCandidateGroups zusammengefasst, die dann gemeinsam berechnet werden und komplett getrennt von den Objekten von benachbarten Gruppen. Diese Methode verhindert, dass die zugehörigen Berechnungen mit zunehmender Menge an Beobachtungen zu komplex werden. Die Gaiadaten wurden mit dem AGIS-Verfahren ausgewertet; dabei wurde in den ersten Rechengängen die Positionen der Leitsterne berechnet, dann die Positionen der übrigen zugeordneten Objekte gemeinsam relativ zu den Leitsternen. Auf diese Weise wurde der Rechenaufwand begrenzt und bereits bei den ersten Iterationen eine niedrige Standardabweichung erzielt. Ab Gaia DR2 wurde der Attitude Star Catalog durch eine neue Liste ersetzt, die aus der Gaia-Hauptdatenbank (Main Data Base, MDB) erzeugt wurde, dabei galten die gleichen Kriterien. 
Für Gaia DR3 wurden 14,3 Millionen Objekte ausgewählt, darunter 1 Million Quasare aus GCRF3. Die Objekte dieser Liste sind nicht mehr Leitsterne nach den obigen Kriterien, sondern primäre Objekte. Ihre Positionen sind nach mehreren Rechendurchgängen bereits deutlich genauer bekannt, als die der ursprünglichen Leitsterne, sodass die Beschränkungen nicht mehr notwendig sind.

## Gaia Spectrophotometric Standard Star Catalog (SPSS)
IGSL enthält eine Liste von ca. 200 Sternen verschiedener Spektralklassen und Magnituden zur Kalibrierung der photometrischen Messungen. Sie ist das Ergebnis des Gaia Spectrophotometric Standard Stars Survey (SPSS), einer Auswahl von Sternen anhand erdbasierter Daten im Vorfeld der Gaia-Mission. Bisherige Kataloge zur Kalibrierung der Magnituden, darunter auch die Polsequenz, konnten für Gaia nicht verwendet werden, da viele dieser Objekte für die Erfassung mit Gaia zu hell sind. Es wurde damit gerechnet, dass einige der ausgewählten Sterne bisher noch nicht erkannte Doppelsterne oder veränderliche Sterne sein können, die wieder gestrichen werden müssten; aus diesem Grund enthält die Liste mehr Sterne als nötig. Für Gaia EDR3 wurde eine Auswahl von mehr 100.000 Objekten getroffen, die für die Kalibrierung herangezogen wurden. Es handelt sich dabei um gut beobachtete Objekte, die entsprechend den Stetson Secondary Standards ausgewählt wurden, dabei wurden aber ausschließlich Gaia-Daten verwendet.

## Gaia Initial Quasar Catalogue (GIQC)
Für IGSL wurde eine Liste von Quasaren angefertigt, die auf dem Large Quasar Astrometric Catalogue beruht. Dieser wiederum geht auf Sloan Digital Sky Survey zurück. Von den über eine Million Objekten wurde eine Auswahl von 150.000 Quasaren getroffen, die im Bereich des Magnitudenlimits von Gaia liegen. Die ausgewählten Objekte sind bereits gut beobachtet und dokumentiert. Quasare sind in den meisten Fällen sehr weit entfernt, sodass deren Eigenbewegungen und Parallaxen vernachlässigbar klein sind.

## Inhalt
Der IGSL wurde im September 2013 in der Version 3.0 endgültig festgelegt und enthält insgesamt 1.222.598.530 Objekte. Für diese Liste wurden folgende Kataloge verwendet:
- Gaia Ecliptic Pole Catalogue: The Gaia Ecliptic Pole Catalogue. Version 3.0
- GSC2.3: The Second Guide Star Catalog. Version 2.3
- LQRF: Large Quasar Reference Frame.
- OGLE: Optical Gravitational Lensing Experiment. Version III
- PPMXL: Catalog of positions and proper motions on the ICRS[10]
- SDSS: Sloan Digital Sky Survey. Data Release 9
- UCAC4: USNO CCD Astrograph Catalog. Version 4
- 2MASS: Two Micron All-Sky Survey Point Source Catalog.
- Tycho-2, Hipparcos, Sky2000 und Gaia Spectrophotometric Standard Star catalog (SPSS), wie sie von der Arbeitsgruppe CU5 der Gaiamission festgelegt sind.

## IGSL4
Der IGSL wurde nicht nur für Gaia genutzt, sondern auch an anderen Stellen. Die Vereinigung der verschiedenen Datensätze verursachte diverse Probleme, beispielsweise wurden Daten durch andere Datensätze überschrieben, Objekte ignoriert oder doppelt aufgeführt. Version vier des IGSL von 2014 korrigierte diese bekannten Probleme.